# Lavoisiera glandulifera
Lavoisiera glandulifera är en tvåhjärtbladig växtart som beskrevs av Charles Victor Naudin. Lavoisiera glandulifera ingår i släktet Lavoisiera och familjen Melastomataceae. Inga underarter finns listade i Catalogue of Life.

## Bildgalleri

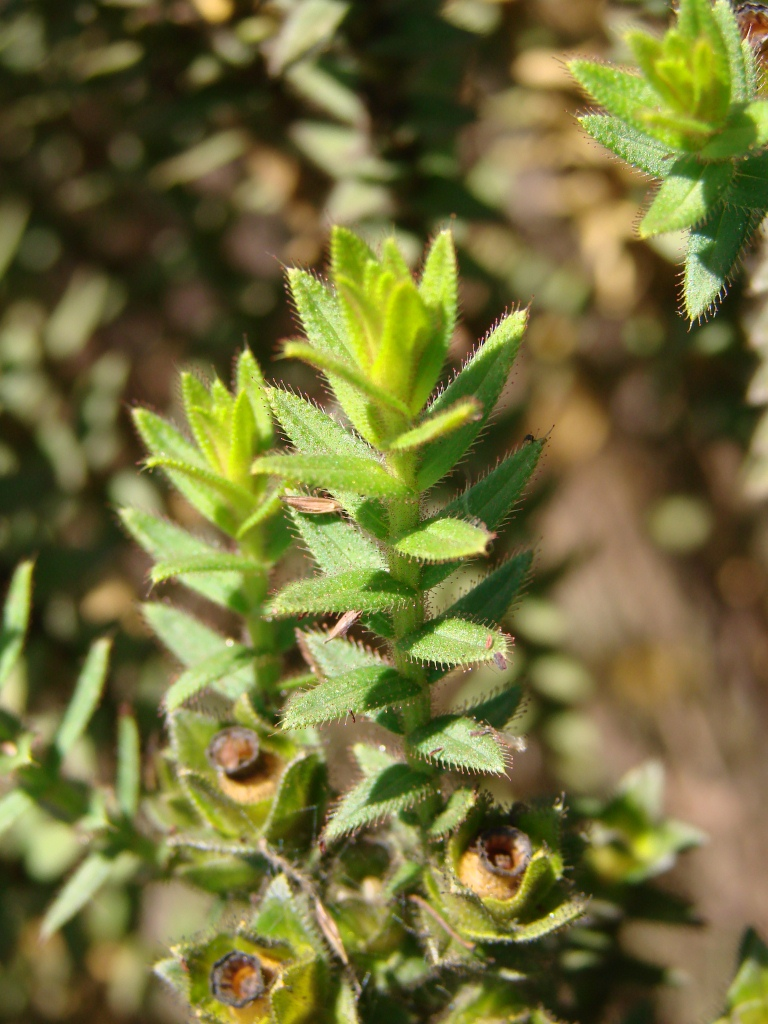
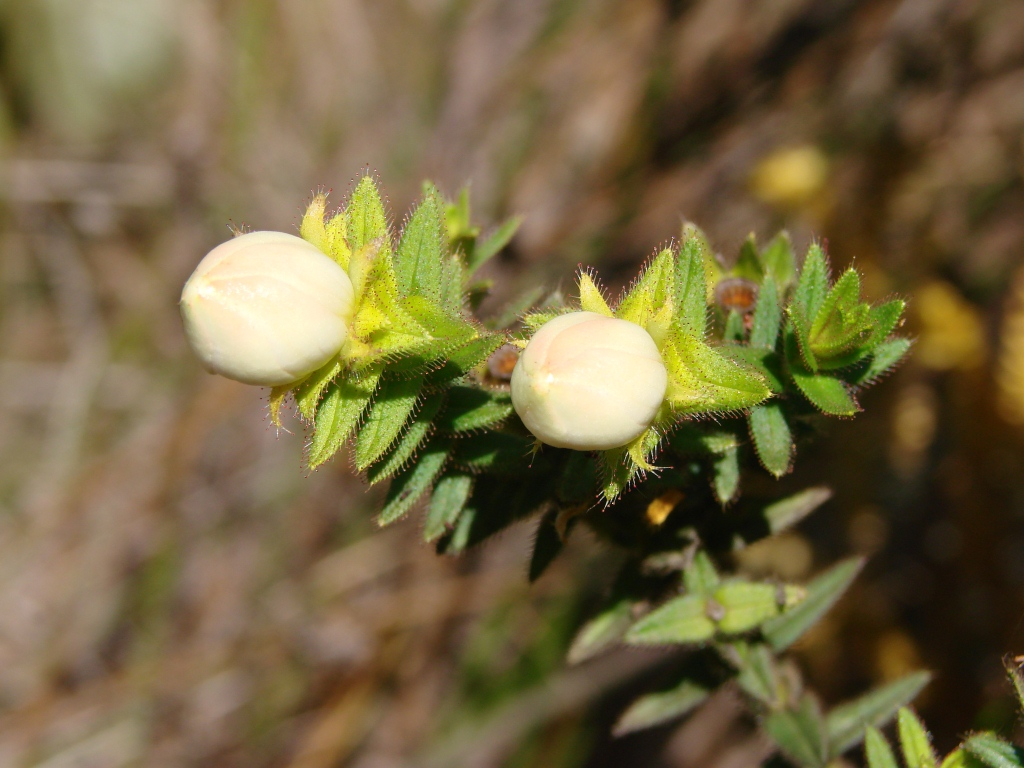
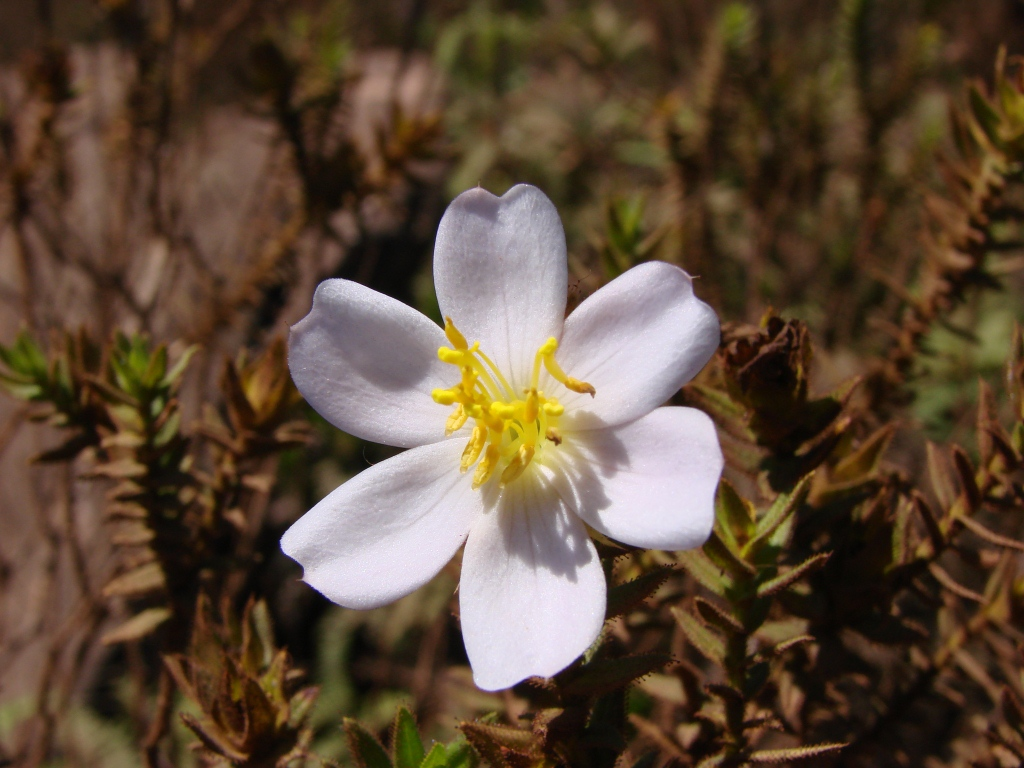
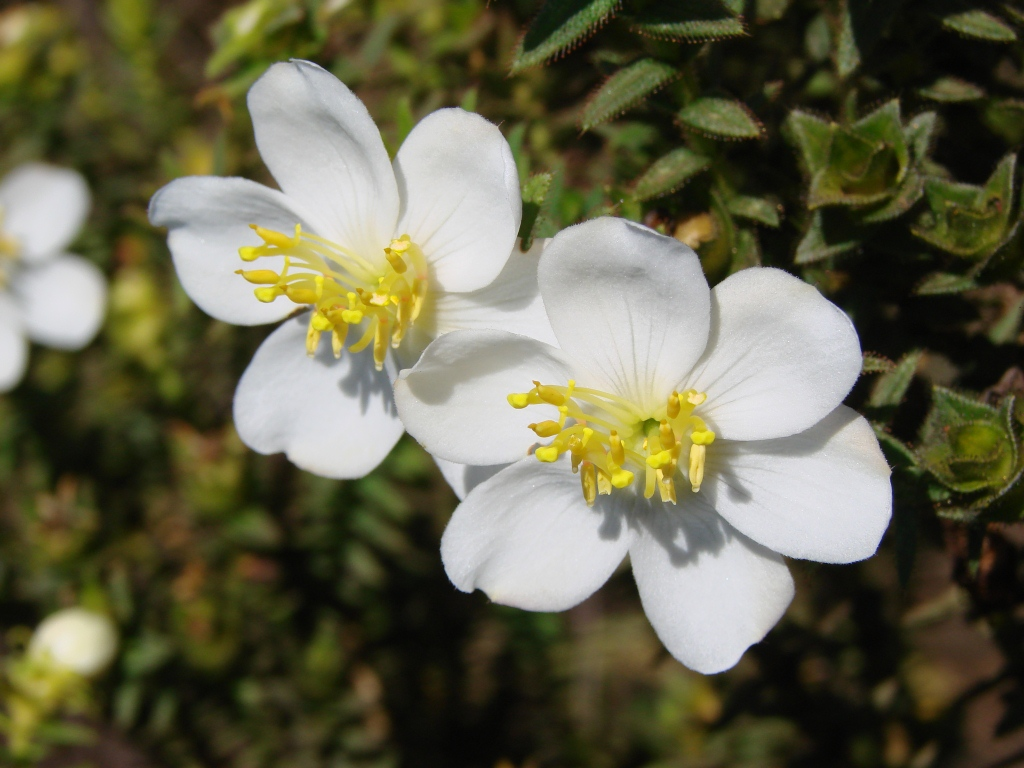
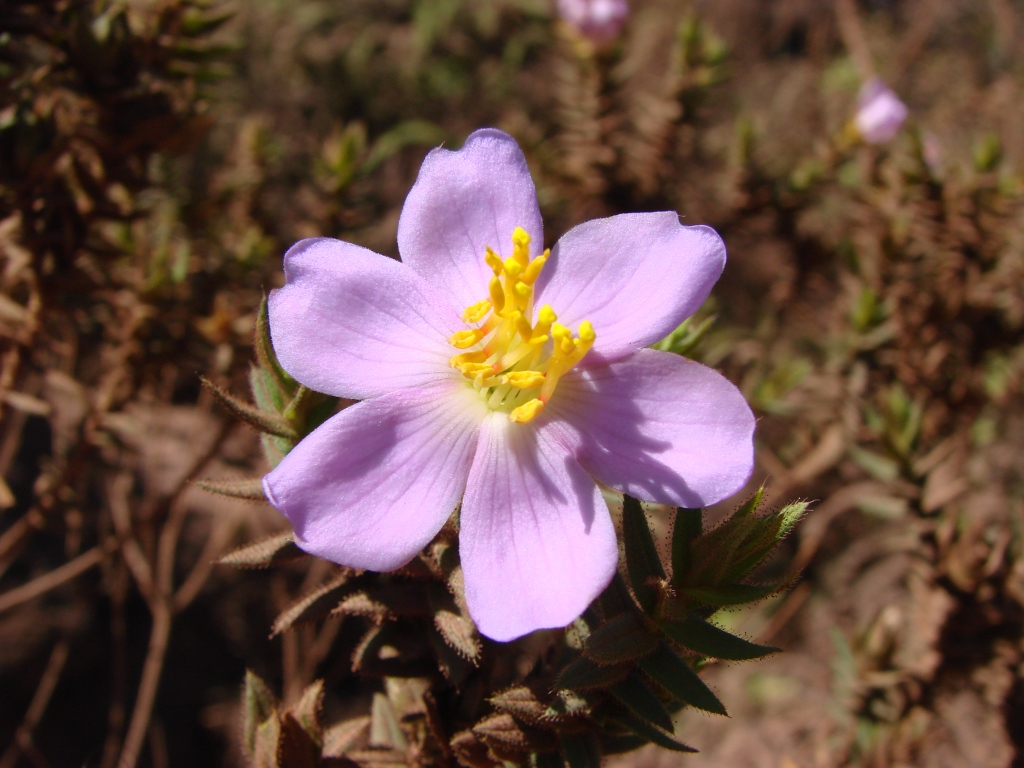